# ブフェキサマク
ブフェキサマク(bufexamac)は、非ステロイド性抗炎症薬（NSAIDs）の一つである。非ステロイド性の外用剤（塗り薬）の主な成分として湿疹や皮膚炎の治療に用いられていたが、皮膚炎の副作用から日本では2010年に販売中止。抗炎症作用はステロイド系抗炎症薬ほど強くなく、主に比較的軽い湿疹や帯状疱疹などに使われた。日本ではアンダームの商品名で軟膏やクリームが帝國製薬から発売されていたほか、後発品も販売されていた。

## 性状
白色から微黄白色の結晶または結晶性の粉末で、わずかに特異な臭いがあり、味はない。N,N-ジメチルホルムアミドに溶けやすく、メタノールやエタノールにやや溶けにくく、水やジエチルエーテルにほとんど溶けない。

## 歴史
ブフェキサマクは、1966年にベルギーのBuu-Hoiらによって開発されたp-ブトキシフェニル酢酸のヒドロキサム酸誘導体で、抗炎症作用や鎮痛作用持つ酸性NSAIDである。ベルギーのコンチネンタル・ファーマが経口剤、坐剤、外用剤を開発し、1969年に内服剤と坐剤を、1971年に外用剤（クリーム）を発売した。
しかし、2010年4月22日に、重篤な接触性皮膚炎の副作用の可能性が治療上のメリットを上回る事を理由に、欧州医薬品庁（EMA）が、欧州共同体に対し、販売許可中止勧告を行った事を受け、日本においても、2010年5月に、関係各社の自主的判断の元、販売終了となった。
日本での商品名はアンダーム、後発薬としてアンホリル、エンチマック、サリベドール、デルキサム、ヒフマック、ルブラゾンなどで販売されていた。

## 作用機序
他の酸性NSAIDと同様に、アラキドン酸からプロスタグランジン（PG）への変換をつかさどる酵素シクロオキシゲナーゼ（COX）の活性を阻害することによってPGが合成されるのを妨げ、PGによる炎症作用などを抑制するとともに鎮痛、解熱作用を持つ。

## 副作用
まれに接触性皮膚炎を起こし、重篤化した場合には痒み、発赤、腫れ、水ぶくれなどの皮膚炎症状が全身に拡大することがあるので、異常が認められた場合には直ちに使用を中止して適切な処置を行う必要がある。このため、現在、日本国内では販売中止となっている。
その他の副作用には、過敏症（発赤、丘疹、腫れ、水ぶくれなど）や、一過性の刺激感、痒み、熱感などがある。長期使用すると皮膚に色素沈着が生じることがある。

## 急性毒性
単回投与毒性試験におけるLD50は次の表の通り。
| 動物／投与経路 | 経口        | 外用（皮膚） | 皮下注射     | 腹膜内注射  |
| -------------- | ----------- | ------------ | ------------ | ----------- |
| マウス         | 8,000 mg/kg | >5,000 mg/kg | >5,000 mg/kg | 1,195 mg/kg |
| ラット         | 3,370 mg/kg | >5,000 mg/kg | >5,000 mg/kg | 805 mg/kg   |